# Віллі Ґервін
Віллі Ґервін (дан. Willy Gervin, 28 листопада 1903 — 8 липня 1951) — данський велогонщик.
Бронзовий призер Олімпійських Ігор 1932 року на тандемах.